# Адалберт I фон Фробург
Адалберт I фон Фробург (на немски: Adalbert I von Frohburg; † 1027) е граф от рода Фробург в Золотурн, Швейцария и граф в Брайзгау в Шварцвалд в Баден-Вюртемберг.
През 10 век родът построява замък Фробург.

## Деца
Адалберт I фон Фробург има един син:
- Фолмар I фон Фробург (* (пр.) 1050; † сл. 1078 или 1114[2]), граф на Фробург и ландграф в Бухсгау, женен за графиня София фон Бар-Пфирт (* 1060), дъщеря на Лудвиг II фон Мусон (* ок. 1015 † 1073/1076) и съпругата му принцеса София фон Бар (* 1018 † 21 януари 1093). Имат двама сина:
  - Адалберо I фон Фробург (* 1090[3] † сл. 1146[3] или пр. 1152[2]), граф на Фробург
  - Херман I фон Фробург (* пр. 1090 † 1145[4] или сл. 1125[5] или сл. 1169[6]), граф на Фробург.[7]